# Campionati mondiali di biathlon 2011 - Staffetta 4x6 km femminile
La staffetta 4x6 km dei Campionati mondiali di biathlon 2011 si è disputata il 13 marzo 2011 con partenza alle ore 11:00 (CET). Sono state venti le nazioni partecipanti.
La medaglia d'argento era stata inizialmente assegnata alla squadra ucraina composta da Valentyna Semerenko, Vita Semerenko, Olena Pidhrušna e Oksana Chvostenko, in seguito squalificata per il doping riscontrato nella Chvostenko.

## Risultati
| Pos.    | #  | Nazione                                                                            | Tempo                                     | Errori (P+S)                             | Distacco |
| ------- | -- | ---------------------------------------------------------------------------------- | ----------------------------------------- | ---------------------------------------- | -------- |
| Oro     | 2  | Germania Andrea Henkel Miriam Gössner Tina Bachmann Magdalena Neuner               | 1:13:31.1 18:40.8 19:02.4 18:59.6 16:48.3 | 0+7 2+6 0+2 0+1 0+2 2+3 0+2 0+2 0+1 0+0  |          |
| Argento | 6  | Francia Anaïs Bescond Marie-Laure Brunet Sophie Boilley Marie Dorin                | 1:14:18.3 19:17.7 17:56.1 19:21.8 17:42.7 | 0+6 0+3 0+2 0+1 0+0 0+0 0+3 0+2 0+1 0+0  | +47.2    |
| Bronzo  | 5  | Bielorussia Nadzeja Skardzina Dar″ja Domračava Nadzeja Pisarava Ljudmila Kalinčyk  | 1:15:18.5 19:08.5 17:44.0 18:49.2 19:36.8 | 0+2 1+4 0+0 0+1 0+1 0+0 0+0 0+0 0+1 1+3  | +1:47.4  |
| 4       | 8  | Italia Michela Ponza Karin Oberhofer Katja Haller Dorothea Wierer                  | 1:16:13.8 18:37.5 19:11.6 19:59.0 18:25.7 | 0+0 1+7 0+0 0+0 0+0 0+3 0+0 1+3 0+0 0+1  | +2:42.7  |
| 5       | 7  | Norvegia Synnøve Solemdal Ann Kristin Flatland Fanny Horn Tora Berger              | 1:16:24.2 19:25.5 19:10.3 20:07.2 17:41.2 | 0+4 2+10 0+2 0+2 0+0 1+3 0+2 1+3 0+0 0+2 | +2:53.1  |
| 6       | 1  | Svezia Jenny Jonsson Anna Carin Olofsson Anna Maria Nilsson Helena Ekholm          | 1:16:35.1 19:57.3 18:30.2 19:54.0 18:13.6 | 0+2 0+7 0+0 0+1 0+2 0+2 0+0 0+3          | +3:04.0  |
| 7       | 11 | Slovacchia Anastasija Kuz'mina Jana Gereková Martina Chrapánová Martina Halinárová | 1:17:43.8 19:07.4 18:42.2 19:20.7 20:33.5 | 0+1 1+11 0+0 0+3 0+1 0+3 0+0 0+2 0+0 1+3 | +4:12.7  |
| 8       | 3  | Russia Ekaterina Jurlova Anna Bogalij-Titovec Svetlana Slepcova Ol'ga Zajceva      | 1:18:04.3 20:35.1 20:04.4 19:39.4 17:45.4 | 3+5 3+7 0+0 3+3 3+3 0+0 0+1 0+3 0+1 0+1  | +4:33.2  |
| 9       | 9  | Polonia Paulina Bobak Magdalena Gwizdoń Monika Hojnisz Agnieszka Cyl               | 1:18:26.6 20:11.0 19:33.9 19:56.5 18:45.2 | 0+4 0+5 0+1 0+0 0+2 0+1 0+1 0+2 0+0 0+2  | +4:55.5  |
| 10      | 16 | Finlandia Mari Laukkanen Sarianna Repo Laura Toivanen Kaisa Mäkäräinen             | 1:18:55.7 19:57.6 20:15.9 20:46.6 17:55.6 | 1+5 0+7 1+3 0+1 0+0 0+3 0+2 0+3 0+0 0+0  | +5:24.6  |
| 11      | 12 | Rep. Ceca Veronika Vítková Gabriela Soukalová Barbora Tomešová Zdeňka Vejnarová    | 1:19:13.8 18:52.3 20:06.4 20:03.5 20:11.6 | 0+5 4+9 0+2 0+0 0+2 2+3 0+0 1+3 0+1 1+3  | +5:42.7  |
| 12      | 13 | Bulgaria Emilia Jordanova Nina Klenovska Nija Dimitrova Desislava Stojanova        | 1:19:41.6 20:02.3 19:01.4 20:31.2 20:06.7 | 0+2 2+8 0+2 0+0 0+0 0+2 0+0 2+3 0+0 0+3  | +6:10.5  |
| 13      | 19 | Stati Uniti Sara Studebaker Laura Spector Annalies Cook Haley Johnson              | 1:19:55.7 19:23.1 19:41.9 21:24.0 19:26.7 | 1+7 2+9 0+1 0+1 0+0 0+2 1+3 1+3 0+3 1+3  | +6:24.6  |
| 14      | 10 | Kazakistan Marina Lebedeva Ol'ga Poltoranina Irina Moževitina Elena Chrustalëva    | 1:20:30.8 19:38.0 19:42.7 19:35.7 21:34.4 | 2+7 0+6 0+0 0+2 0+3 0+1 0+1 0+1 2+3 0+2  | +6:59.7  |
| 15      | 17 | Estonia Kadri Lehtla Daria Yurlova Kristel Viigipuu Sirli Hanni                    | a 1 giro 20:38.6 20:59.3 19:50.1          | 0+7 3+7 0+2 2+3 0+2 1+3 0+2 0+0 0+1 0+1  | a 1 giro |
| 16      | 14 | Cina Tang Jialin Wang Chunli Xu Yinghui Wang Yue                                   | a 1 giro 19:54.1 18:46.8 20:12.5          | 3+5 3+8 0+1 1+3 0+0 0+0 0+1 0+2 3+3 2+3  | a 1 giro |
| 17      | 15 | Giappone Fuyuko Tachizaki Itsuka Owada Natsuko Abe Naoko Azegami                   | a 1 giro 20:36.9 20:54.8 20:48.1          | 2+8 1+8 0+1 0+2 2+3 0+1 0+2 1+3 0+2 0+2  | a 1 giro |
| 18      | 18 | Corea del Sud Mun Ji-Hee Chu Kyoung-Mi Kim Seo-ra Jo In-Hee                        | a 1 giro 20:36.7 20:40.2 21:22.0          | 0+7 0+4 0+2 0+1 0+1 0+0 0+3 0+1 0+1 0+2  | a 1 giro |
| 19      | 20 | Regno Unito Amanda Lightfoot Adele Walker Nerys Jones Fay Potton                   | a 1 giro 22:22.2 20:04.6 22:53.2          | 0+5 5+10 0+1 2+3 0+1 0+2 0+2 3+3 0+1 0+2 | a 1 giro |
| DSQ     | 4  | Ucraina Valentyna Semerenko Vita Semerenko Olena Pidhrušna Oksana Chvostenko       | 1:13:55.6 18:40.1 18:30.8 18:24.4 18:20.3 | 0+0 0+4 0+0 0+1 0+0 0+2 0+0 0+1 0+0 0+0  | +24.5    |